# شکر مهتا
شکر مهتا (انگلیسی: Shekhar Mehta; ۲۰ ژوئن ۱۹۴۵ – ۱۲ آوریل ۲۰۰۶) راننده رالی اهل کنیا بود.